# Principauté de Swedenborg
Pour les articles homonymes, voir Swedenborg (homonymie).
Swedenborg est un pays fictif créé par Serge Dalens dans la série de romans connus sous le nom générique du Prince Éric et dans leur adaptation en bande dessinée. Ces romans, illustrés par Pierre Joubert, ont été publiés, rééditions comprises, à plus de 5 millions d’exemplaires.
Le protagoniste de la saga, Éric V de Swedenborg, est le jeune prince qui règne sur ce petit État indépendant. Après la mort du héros lors de la Drôle de Guerre, la principauté refuse de se donner un prince étranger et vote, à l'issue de la Seconde Guerre mondiale, son rattachement à la Norvège. Elle cesse ainsi d'exister et est définitivement intégrée à la couronne norvégienne.

## Géographie, climat
Swedenborg est une enclave située au sud-est de la Norvège et s’ouvrant sur le Skagerrak. Elle comprend deux ports importants : Solsoeneur et Heligrays.
Le pays a pour capitale la ville de Swedenborg, laquelle a donné son nom à la principauté.
Les habitants de la principauté sont appelés swedenborgiens, mais sa population et sa superficie sont inconnues.
Le climat est celui de la Norvège du sud-est.

## Histoire

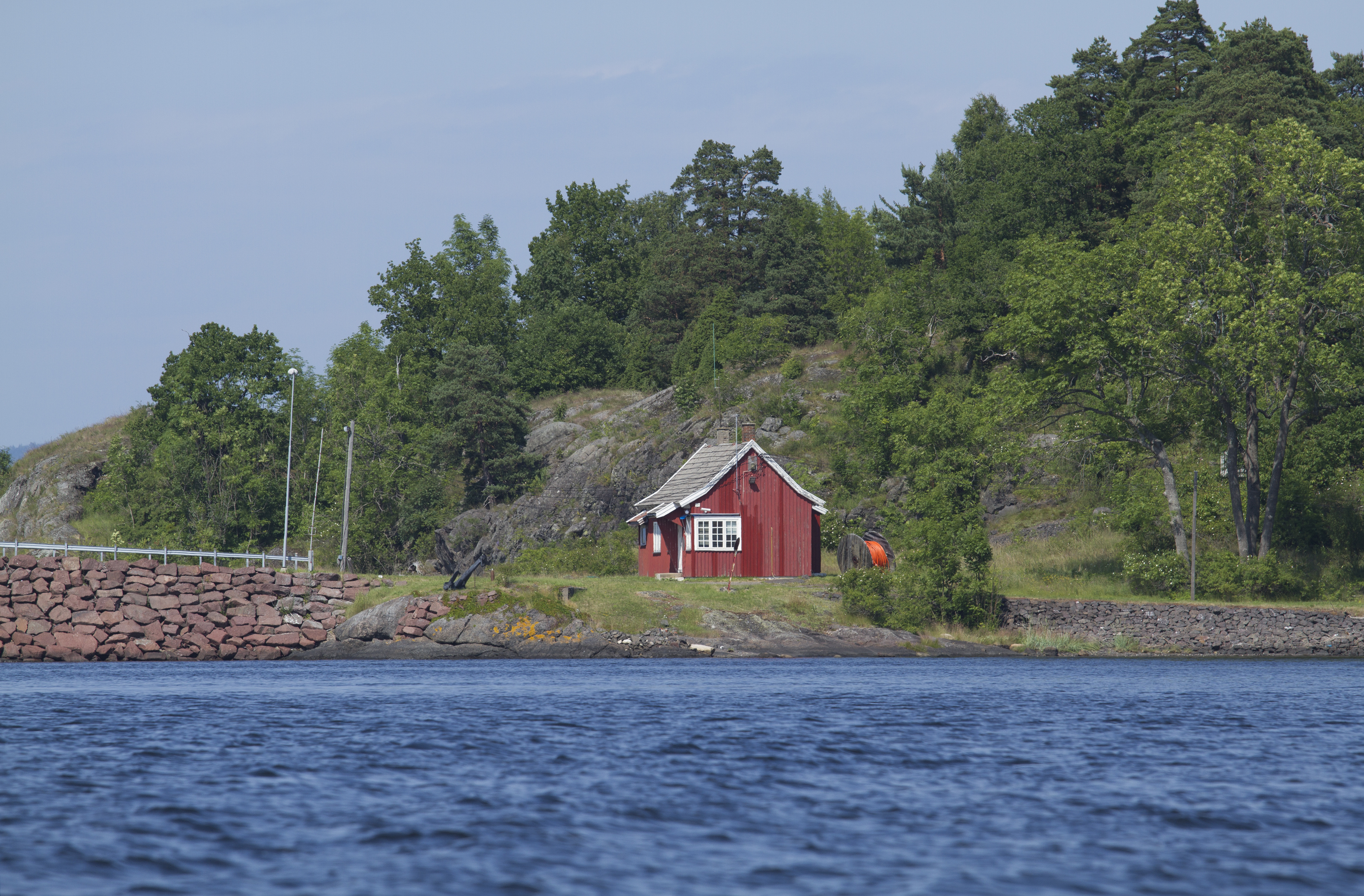
Paysage du comté de Vestfold, en Norvège, voisin de la région où Serge Dalens situe Swedenborg.

L'essentiel de l'histoire du pays que Serge Dalens développe dans ses romans concerne la première moitié du XXe siècle, époque contemporaine de la rédaction des différents opus. Il inscrit la principauté au cœur de la géopolitique des années 1930', pointant les tentatives d'ingérence de l'Allemagne en Scandinavie, jusqu'à la défaite française de 1940. Si l'auteur est peu disert sur l'histoire ancienne de la principauté dans les différents tomes de la saga, il insert une allusion à l'histoire de la dynastie Jansen dans le dernier opus, écrit en 1992, près de cinquante après les volumes "historiques". Cette allusion s'inscrit dans l'épisode relatant la naissance du héros : 
- Si sa mère et toi le voulez bien, répond Carl, nous le nommerons Éric.
- Éric ? fait Sven. Il sera donc Éric V. Puisse-t-il avoir la volonté d’Éric Ier qui fonda Swedenborg, le courage d’Éric II qui la défendit contre l’envahisseur, la sagesse d’Éric III, et le même amour de son peuple qu’Éric IV. Puisse-t-il comme lui, demeurer dans l’histoire de Swedenborg sous le nom d’Éric le Bien-Aimé !
La principauté est un État neutre de l'Europe du Nord, dont l'activité est principalement tournée vers la mer, les jeunes princes servant traditionnellement dans la marine norvégienne en temps de paix. Le pays a eu au cours de son histoire des liens privilégiés avec la France, le français demeurant l'une des langues officielles du pays et les princes de Swedenborg servant dans l'armée française en cas de conflit.
Au début de la saga le trône est occupé par l'oncle d'Eric, Sven III, qui est lentement empoisonné par son premier conseiller Olaf Tadek et finit par trouver la mort. Après avoir déjoué les intrigues de ce dernier, le prince Eric monte sur le trône sous le nom d'Éric V, le 1er janvier 1937. Eric trouve la mort en 1940 sous l’uniforme et sur le sol français.
Au cours du conflit Comme la Norvège, Swedenborg est occupé et ses deux ports principaux transformés en base navale de la Kriegsmarine.
Une fois la guerre terminée, la dynastie des Jansen s’étant éteinte en 1940 avec la mort d'Eric, la population de Swedenborg décide par référendum le rattachement de la principauté à la Norvège.

## Organisation politique

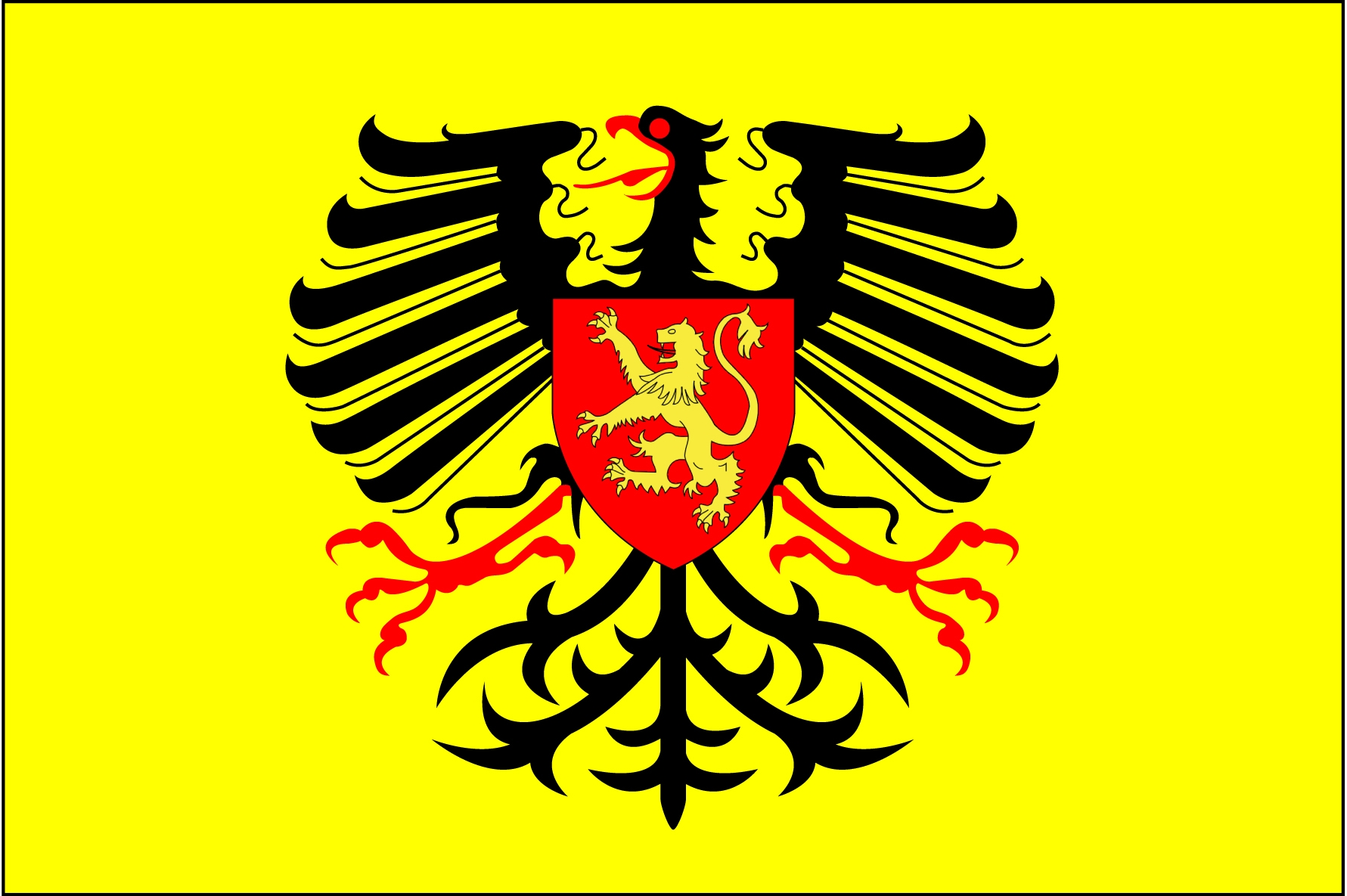
Drapeau de la Principauté de Swedenborg

Swedenborg est une principauté indépendante gouvernée par des princes souverains héréditaires. La dynastie régnante dans la première moitié du XXe siècle est la dynastie des Jansen, à laquelle appartient le héros éponyme de la saga.
Le prince est le chef d’État. Il assume le pouvoir exécutif, assisté d'un premier conseiller et d'un conseil de ministres.
Le prince peut avoir recours au référendum populaire, comme celui de 1937 qui permit l’émancipation du Prince Éric.
La plus haute distinction décernée par le Prince est l'insigne de l'Aigle d'Or, remise « en récompense de services éminents rendus à la couronne ».

## Drapeau
Le drapeau de Swedenborg représente un aigle aux ailes déployées sur un fond jaune, portant sur la poitrine les armes de la famille princière des Jansen. Il peut se blasonner comme suit : 
D'or à l'aigle de sable armé, becqué et langué de gueules, chargé d'un écu de gueules au lion rampant d'or.

## Langue

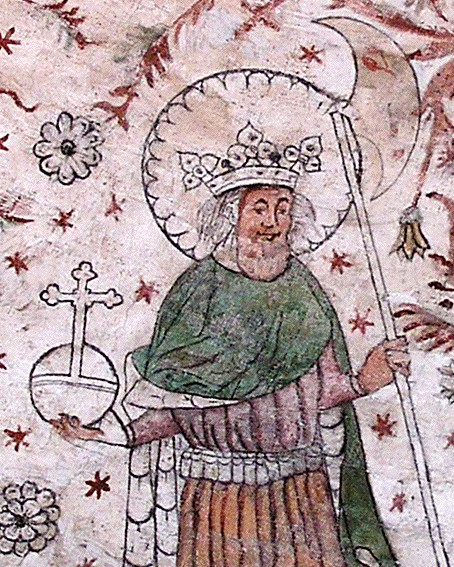
Saint Olaf, patron de Swedenborg. Fresque de l'église d'Överselö (Suède).

La langue parlée est le norvégien, les deux langues officielles sont le norvégien et le français.

## Religion
Swedenbord est présenté comme le seul état catholique de Scandinavie. Cette singularité s'explique par le public cible de la collection Signe de Piste, à savoir en premier lieu les scouts de France, et plus largement la jeunesse des milieux catholiques.
Le pays et ses habitants sont placés sous la protection de saint Olaf.

## Économie
Quoique d'une superficie modeste, la principauté possède un atout majeur par sa situation géographique au cœur de la Scandinavie et son littoral. Le territoire dispose de ports de commerce et de quelques usines, mais vit principalement de la pêche, de l'élevage et de l'agriculture.

## Swedenborg dans la littérature
Bruno Saint-Hill reprend l'imaginaire de la principauté dans son livre intitulé Swedenborg, faisant à la fois référence à l’œuvre de Serge Dalens, directement cité dans l'ouvrage, et à la fois au théologien et mystique Emmanuel Swedenborg.